# Лук Маака
Лук Маака (лат. Allium maackii) — многолетнее травянистое растение, вид рода Лук (Allium) семейства Луковые (Alliaceae).

## Этимология
Вид назван в честь натуралиста Ричарда Карловича Маака (1825—1886).

## Распространение и экология
В природе ареал вида охватывает Дальний Восток России.
Произрастает на скалистых и каменистых местах.

## Ботаническое описание
Луковицы по 1—2, яйцевидно-продолговатые, толщиной 1—1,5 см, длиной 2—5 см, прикреплены к короткому корневищу, с бурыми наружными сетчатыми, внутренними кожистыми? почти цельными, иногда продолженными оболочками. Стебель высотой 20—50 см, округлый, гладкий,  ребристый, на треть одетый гладким влагалищами листьев.
Листья в числе 2—3, узколинейные, шириной 1—3 мм, к основанию немного суженные, плоские, по краю гладкие или шероховатые, короче стебля.
Зонтик полушаровидный или шаровидный, многоцветковый, густой. Листочки колокольчатого околоцветника розовые, с заметной пурпурной жилкой, длиной 4—5 мм, продолговато-эллиптические или продолговатые, тупые или туповатые. Нити тычинок в полтора-два раза длиннее листочков околоцветника, при самом основании сросшиеся, шиловидные. Столбик сильно выдается из околоцветника.
Коробочка немного короче околоцветника.

## Таксономия
Вид Лук Маака входит в род Лук (Allium) семейства Луковые (Alliaceae) порядка Спаржецветные (Asparagales).
|  |                                      |  |                                                             |                                                             |                   |  | ещё 24 семейства (согласно Системе APG II) | ещё 24 семейства (согласно Системе APG II) |                     |  |  |  | ещё более 870 видов |
|  |                                      |  |                                                             |                                                             |                   |  | ещё 24 семейства (согласно Системе APG II) | ещё 24 семейства (согласно Системе APG II) |                     |  |  |  | ещё более 870 видов |
|  |                                      |  |                                                             | порядок Спаржецветные                                       |                   |  |                                            |                                            | род Лук             |  |  |  |                     |
|  |                                      |  |                                                             | порядок Спаржецветные                                       |                   |  |                                            |                                            | род Лук             |  |  |  |                     |
|  | отдел Цветковые, или Покрытосеменные |  |                                                             |                                                             | семейство Луковые |  |                                            |                                            | вид Лук Маака       |  |  |  |                     |
|  | отдел Цветковые, или Покрытосеменные |  |                                                             |                                                             | семейство Луковые |  |                                            |                                            |                     |  |  |  |                     |
|  |                                      |  | ещё 44 порядка цветковых растений (согласно Системе APG II) | ещё 44 порядка цветковых растений (согласно Системе APG II) |                   |  |                                            | ещё около 300 родов                        | ещё около 300 родов |  |  |  |                     |
|  |                                      |  |                                                             | ещё 44 порядка цветковых растений (согласно Системе APG II) |                   |  |                                            |                                            | ещё около 300 родов |  |  |  |                     |